# Tehran Times
Tehran Times es un diario iraní escrito en inglés, que tiene su sede en la capital, Teherán. Fue fundado en 1979 con la política interna de que "no es el periódico del gobierno; debe ser una voz fuerte de la Revolución Islámica y portavoz de la gente oprimida en el mundo". El periódico está afiliado a la Organización de Propagación Islámica.
El director del Tehran Times, Parviz Esmaeili, también dirige la Agencia de Noticias Mehr. Algunos columnistas destacados del diario son Hamid Golpira y Hassan Hanizadeh.
Académicos, embajadores, formuladores de políticas y analistas de asuntos internacionales contribuyen frecuentemente al periódico.

## Historia

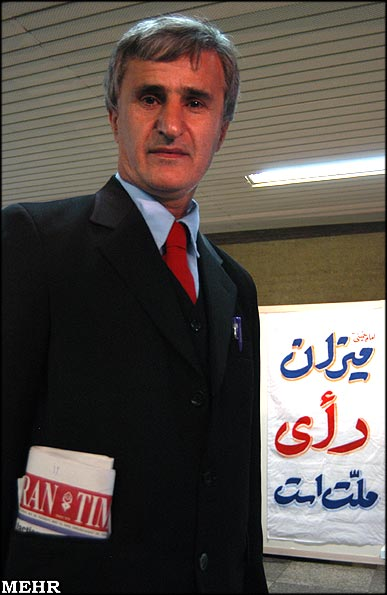
Inscripciones de los candidatos presidenciales iraníes de 2005 en el Ministerio del Interior.

El periódico fue fundado por Mohammad Beheshtí en 1979, tras la Revolución iraní, como autoproclamada "voz de la Revolución Islámica".
En 2002, el Tehran Times fundó una agencia de noticias que posteriormente se conocería como la Agencia de Noticias Mehr (MNA). Actualmente, el Tehran Times y la MNA se gestionan bajo un mismo sistema. Mohammad Shojaeian asumió la dirección general del Tehran Times y la MNA en septiembre de 2019. El 12 de abril de 2020, Shojaeian nombró a Ali A. Jenabzadeh editor jefe del diario Tehran Times.
En agosto de 2023, el Tehran Times publicó un memorando del Departamento de Estado de Estados Unidos informando al enviado especial estadounidense para Irán, Robert Malley, sobre la suspensión de su autorización de seguridad. La publicación provocó pedidos de parte de los republicanos en la Cámara de Representantes y el Senado de Estados Unidos para que se investigara cómo el periódico obtuvo la información.

## Posición editorial
El ayatolá Mohammad Beheshtí, segundo en la jerarquía política tras la Revolución Islámica de 1979, declaró: «Tehran Times no es un periódico estatal, sino que debe ser la voz de los oprimidos del mundo». Aunque el periódico no es estatal, «su objetivo es difundir los principios clave de la Revolución Islámica y, por lo tanto, apoya en general la ideología de la República Islámica de Irán».